# Al-Utbí
Abu-Nasr Muhàmmad ibn Abd-al-Jabbar al-Utbí (àrab: أبو نصر محمد بن عبد الجبار العُتبي, Abū Naṣr Muḥammad b. ʿAbd al-Jabbār al-ʿUtbī; persa: ابونصر محمدبن عبدالجبار عُتبی) (Rayy, 961-?) fou un historiador persa dels segles x i xi.
Va néixer a Rayy el 961 i era nebot del secretari samànida Abu-Nasr al-Utbí mercès al qual va entrar a treballar per la cort a Nixapur; va ocupar alguns llocs menors i va esdevenir secretari del general turc Abu-Alí as-Simjurí, del ziyàrida !abus ibn Wuixmaguir, i finalment de Sebüktigin; més tard va treballar al servei de Mahmud de Ghazna. El 999 el sultà el va designar representant al Ghardjistan i va fer amistat amb el visir Àhmad ibn Hàssan al-Maymandí; després fou enviat a Badghis però fou allunyat per les intrigues del governador local. Es va retirar i va morir en una data incerta entre 1036 i 1040.
L'única obra conservada és el Kitab al-Yamani, que relata els regnats de Sebüktigin i de Mahmud de Ghazna.